# گرییر سیتی-پارک کرست (پنسیلوانیا)
گرییر سیتی-پارک کرست (به انگلیسی: Grier City-Park Crest) یک منطقهٔ مسکونی در ایالات متحده آمریکا است که در شهرستان سچویلکیلل، پنسیلوانیا واقع شده‌است. گرییر سیتی-پارک کرست ۹۵۴ نفر جمعیت دارد.